# Свети Илия (Радовница)
„Свети Илия“ (на сръбски: Храм св. пророка Илије) е възрожденска православна църква във вранското село Радовница, югоизточната част на Сърбия. Част е от Вранската епархия на Сръбската православна църква.
Църквата е построена в 1909 – 1910 година в центъра на селото. В 1940 година храмът е обновен и след това отново в 1994 година при свещеник Новица Николич. В 2000 година е изградена порта и църквата е цялостно изписана.